# Mayra Dias
Mayra Benita Alves Dias Garcia (Itacoatiara, 28 de setembro de 1991), mais conhecida como Mayra Dias, é uma jornalista, modelo e política brasileira filiada ao Avante. Mayra foi coroada Miss Brasil no ano de 2018, sendo a segunda amazonense a conquistar o concurso. Atualmente ela cumpre seu primeiro mandato como deputada estadual do Amazonas.

## Biografia e vida pessoal
Nascida no município de Itacoatiara, passou sua infância e adolescência em Nova Olinda do Norte. Mudou-se para Manaus para cursar faculdade. Dias é jornalista formada pelo Centro Universitário do Norte (UniNorte).
Em agosto de 2019, Dias casou-se com o então prefeito de Parintins Frank Bi Garcia. A cerimônia aconteceu à noite na vivenda Diúkêrê, no bairro de Nazaré. Antes mesmo do matrimônio, a modelo já participava de eventos acompanhando o então namorado como primeira-dama.
Em 12 de março de 2022, nasceu Henry, primeiro filho do casal. Em junho de 2023, o casal anunciou estar esperando seu segundo filho. À meia noite de 14 de janeiro de 2024, nasce de parto normal, Maya Dias Garcia, no Hospital Municipal Jofre Cohen em Parintins.

## Carreira
Em 2015 foi eleita a Miss Mundo Amazonas e, posteriormente, concorreu ao Miss Mundo Brasil 2015. Também foi a coroada Miss Brasil Hispano-Americana em 2016, concorreu ao título de Rainha Hispano-Americana onde ficou em terceiro lugar.
Em março de 2018, Dias foi eleita a Miss Amazonas e se classificou para disputar o Miss Brasil daquele ano onde venceu o concurso. Ela foi a segunda amazonense a conquistar a coroa de Miss Brasil, 61 anos após Terezinha Morango. Ganhou a prova do voto popular e a prova de fotografia durante o concurso do  Miss Brasil Be Emotion.
Dias trabalhou como jornalista em um programa na televisão local do Amazonas, o Dulcila em Revista exibido pela Band Amazonas.
Em agosto de 2022, oficializou sua candidatura ao cargo de deputada estadual nas eleições gerais daquele ano. Durante sua campanha, ela levantou como principais bandeiras a defesa da mulher e a busca de mais investimentos e ações para o interior do estado nas áreas de educação, saúde, social, produção rural e infraestrutura. Dias foi eleita com um total de 34.563 votos tornando-se a primeira Miss Brasil a ser eleita deputada estadual.
Em março de 2023, Mayra Dias foi empossada procuradora adjunta da Procuradoria Especial da Mulher.

## Desempenho em concursos de beleza
As participações de Mayra Dias em concursos de beleza:
| Concurso                      | Representação   | Ano  | Resultado | Ref.          |
| ----------------------------- | --------------- | ---- | --------- | ------------- |
| Miss Mundo Amazonas           | Itacoatiara, AM | 2015 | Venceu    | [ 28 ] [ 29 ] |
| Miss Brasil Hispano-Americana | Itacoatiara, AM | 2016 | Venceu    | [ 28 ] [ 29 ] |
| Miss Universo Amazonas        | Itacoatiara, AM | 2018 | Venceu    | [ 30 ] [ 31 ] |
| Miss Universo Brasil          | Amazonas        | 2018 | Venceu    | [ 32 ] [ 33 ] |
| Miss Universo                 | Brasil          | 2018 | Top 20    | [ 34 ] [ 35 ] |

## Desempenho em eleições
| Ano  | Eleição              | Partido | Cargo             | Votos          | Resultado | Ref.          |
| ---- | -------------------- | ------- | ----------------- | -------------- | --------- | ------------- |
| 2022 | Estadual no Amazonas | AVANTE  | Deputada Estadual | 34.563 (1,75%) | Eleita    | [ 36 ] [ 37 ] |